# Voe Minas Gerais
Voe Minas Gerais foi um programa e uma companhia aérea regional com sua base no Aeroporto de Belo Horizonte-Pampulha, Brasil, criada em 2016 pelo Governo do Estado de Minas Gerais por meio da Companhia de Desenvolvimento Mineiro CODEMGE.
Os voos eram operados pela empresa TwoFlex em nome do Voe Minas Gerais. O programa foi descontinuado em 30 de junho de 2019, devido à reajustes orçamentários.

## História
Conhecido oficialmente como Projeto de Integração Regional de Minas Gerais – Modal Aéreo e comumente conhecido como Voe Minas Gerais, o projeto foi instituído em agosto de 2016 pelo Governo do Estado de Minas Gerais, como um plano para promover a integração das cidades mineiras que possuíam aeroportos com pista reduzida. O primeiro voo ocorreu em 17 de agosto de 2016.
Desde seu desenvolvimento, o projeto foi dividido em fases, com destinos e cronogramas sendo mantidos, alterados ou adicionados conforme a demanda. Em abril de 2019, o programa implementou a 11ª e última fase.
Os voos foram operados pela empresa TwoFlex usando as aeronaves Cessna 208 Caravan. Os voos regulares, vendidos pela plataforma comercial online da Voe Minas Gerais, eram operados de segunda a sexta-feira, tendo como hub o Aeroporto de Belo Horizonte-Pampulha.
O programa foi descontinuado em 30 de junho de 2019  para buscar melhorias e adequar seu atendimento ao povo mineiro visando a realidade financeira do estado.

## Rotas e destinos
Em suas onze fases (sendo a última implementada em abril de 2019), o programa ofereceu serviços regulares para os seguintes destinos: 
| Cidade               | Aeroporto                                                            |
| -------------------- | -------------------------------------------------------------------- |
| Almenara*            | Aeroporto de Almenara Cirilo Queiróz                                 |
| Araçuaí              | Aeroporto de Araçuaí                                                 |
| Araxá*               | Aeroporto de Araxá Romeu Zema                                        |
| Belo Horizonte       | Aeroporto de Belo Horizonte-Pampulha                                 |
| Caratinga            | Aeroporto de Caratinga-Ubaporanga                                    |
| Curvelo*             | Aeroporto de Curvelo                                                 |
| Diamantina           | Aeroporto de Diamantina Juscelino Kubitschek                         |
| Divinópolis*         | Aeroporto de Divinópolis Brigadeiro Antônio Cabral                   |
| Governador Valadares | Aeroporto de Governador Valadares Coronel Altino Machado de Oliveira |
| Guaxupé*             | Aeroporto de Guaxupé                                                 |
| Ipatinga             | Aeroporto de Ipatinga Vale do Aço                                    |
| Ituiutaba*           | Aeroporto de Ituiutaba Tito Teixeira                                 |
| Jaíba*               | Aeroporto de Jaíba Mocambinho                                        |
| Januária*            | Aeroporto de Januária                                                |
| Juiz de Fora*        | Aeroporto de Juiz de Fora Francisco Álvares de Assis                 |
| Lavras*              | Aeroporto de Lavras Padre Israel                                     |
| Manhuaçu             | Aeroporto de Santo Amaro de Minas - Manhuaçu                         |
| Montes Claros*       | Aeroporto de Montes Claros Mário RIbeiro                             |
| Nanuque*             | Aeroporto de Nanuque Jorge Schieber                                  |
| Paracatu*            | Aeroporto de Paracatu Pedro Rabelo de Sousa                          |
| Passos*              | Aeroporto de Passos José Figueiredo                                  |
| Patos de Minas       | Aeroporto de Patos de Minas Pedro Pereira dos Santos                 |
| Patrocínio*          | Aeroporto de Patrocínio                                              |
| Piumhi*              | Aeroporto de Piumhi                                                  |
| Poços de Caldas*     | Aeroporto de Poços de Caldas Embaixador Walther Moreira Salles       |
| Pouso Alegre*        | Aeroporto de Pouso Alegre                                            |
| Salinas*             | Aeroporto de Salinas                                                 |
| São João del-Rei*    | Aeroporto de São João del-Rei Prefeito Octávio de Almeida Neves      |
| Teófilo Otoni        | Aeroporto de Teófilo Otoni Kemil Kumaira                             |
| Ubá*                 | Aeroporto de Ubá José Resende Brando                                 |
| Uberaba*             | Aeroporto de Uberaba Mário de Almeida Franco                         |
| Unaí*                | Aeroporto de Unaí Rosival Hormidas Ulhôa                             |
| Varginha*            | Aeroporto de Varginha Major Brigadeiro Trompowsky                    |
| Viçosa*              | Aeroporto de Viçosa                                                  |

*descontinuado antes do fim das operações

## Frota
Os voos eram operados pela TwoFlex com seus Cessna 208 Caravan.

## Programa de milhagem
O Voe Minas Gerais não possuía programa de milhagem, mas oferecia descontos em passagens aéreas compradas em grandes quantidades ou antecipadamente.